# スティーヴン・ガンゼンハウザー
スティーヴン・チャールズ・ガンゼンハウザー（英: Stephen Charles Gunzenhauser, 1942年4月8日 - ）は、アメリカ合衆国の指揮者。

## 経歴
ニューヨーク市生まれ。地元の音楽高校を卒業後、オーバリン大学とニューイングランド音楽院で音楽の修士号を取得し、ザルツブルクのモーツァルテウム音楽院に留学。モンテカルロでマルケヴィチ、ニューヨークでストコフスキーのアシスタントを経て、1974年にウィルミントン音楽学校の芸術総監督に就任。1979年よりデラウェア交響楽団とランカスター交響楽団の音楽監督となり、デラウェア交響楽団の職は2003年に勇退した。
スロヴァキア・フィルを指揮しての「ドヴォルザーク交響曲全集」などNAXOSに名演を録音している。